# Ossès
Ossès (prononcé [ɔsɛs] ; en basque : Ortzaize) est une commune française située dans le département des Pyrénées-Atlantiques, en région Nouvelle-Aquitaine.
Le gentilé est Ossessois, ou Ortzaiztar en basque,.

## Géographie

### Localisation
La commune d'Ossès se trouve dans le département des Pyrénées-Atlantiques, en région Nouvelle-Aquitaine.
Elle se situe à 130 km par la route de Pau, préfecture du département, à 41 km de Bayonne, sous-préfecture, et à 49 km de Mauléon-Licharre, bureau centralisateur du canton de Montagne Basque dont dépend la commune depuis 2015 pour les élections départementales.
La commune fait en outre partie du bassin de vie de Saint-Jean-Pied-de-Port.
Les communes les plus proches sont : 
Saint-Martin-d'Arrossa (2,4 km), Irissarry (4,5 km), Bidarray (5,6 km), Suhescun (7,1 km), Irouléguy (7,2 km), Hélette (8,1 km), Anhaux (8,1 km), Ascarat (8,3 km).
Sur le plan historique et culturel, Ossès fait partie de la province de la Basse-Navarre, un des sept territoires composant le Pays basque,. La Basse-Navarre en est la province la plus variée en ce qui concerne son patrimoine, mais aussi la plus complexe du fait de son morcellement géographique. Depuis 1999, l'Académie de la langue basque ou Euskalzaindia divise la Basse-Navarre en six zones,. La commune est dans le pays de Baïgorry-Ossès (Baigorri-Ortzaize), au sud-ouest de ce territoire.

### Communes limitrophes
Les communes limitrophes sont  Ascarat, Bidarray, Hélette, Irissarry, Ispoure, Jaxu, Macaye, Mendionde et Saint-Martin-d'Arrossa.
| Bidarray               | Macaye  | Mendionde, Hélette |
| Saint-Martin-d'Arrossa | Ossès   | Irissarry          |
| Ascarat                | Ispoure | Jaxu               |

### Hydrographie

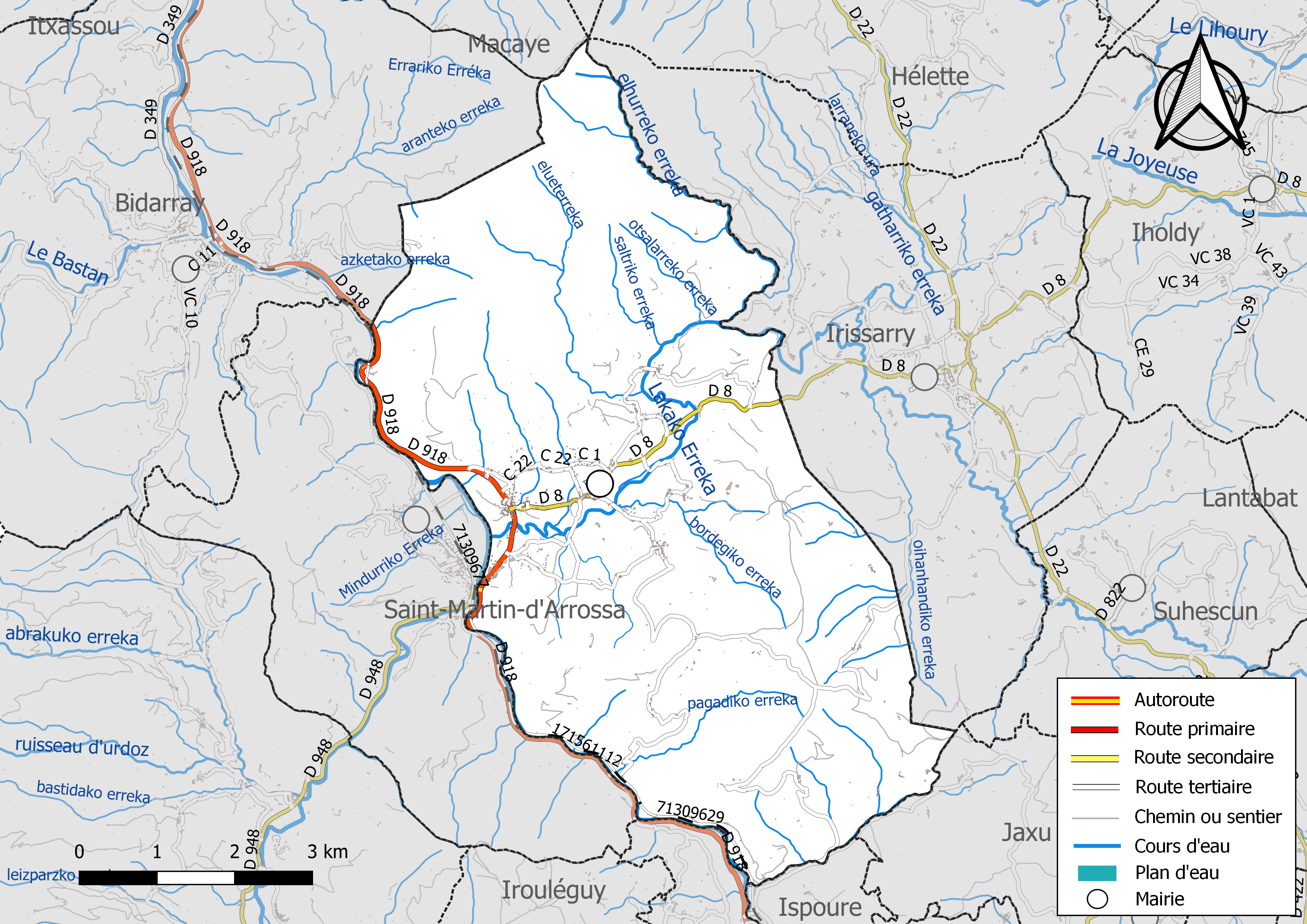
Réseaux hydrographique et routier d'Ossès.

La commune est drainée par la Nive, Lakako erreka, Elhurréko erreka, Azketako erreka, Bordéguiko erreka, un bras de la Nive, un bras de Lakako erreka, Eluet erreka, Eslanguko erreka, Otsalaréko erreka, Pagaliko erreka, Saltrako erreka, et par divers petits cours d'eau, constituant un réseau hydrographique de 56 km de longueur totale,.
La Nive, d'une longueur totale de 79,3 km, naît au pied du Mendi Zar (1 323 m), au-delà de la frontière espagnole, sous le nom de Harpeko erreka, et s'écoule du sud-est vers le nord-ouest. Elle traverse la commune et se jette dans l'Adour à Bayonne, après avoir traversé 20 communes.

### Climat
Pour des articles plus généraux, voir Climat de la Nouvelle-Aquitaine et Climat des Pyrénées-Atlantiques.
Historiquement, la commune est exposée à un micro climat océanique basque.  
En 2020, Météo-France publie une typologie des climats de la France métropolitaine dans laquelle la commune est exposée à un climat de montagne et est dans la région climatique Pyrénées atlantiques, caractérisée par une pluviométrie élevée (>1 200 mm/an) en toutes saisons, des hivers très doux (7,5 °C en plaine) et des vents faibles.
Pour la période 1971-2000, la température annuelle moyenne est de 13,6 °C, avec une amplitude thermique annuelle de 12,7 °C. Le cumul annuel moyen de précipitations est de 1 650 mm, avec 12,7 jours de précipitations en janvier et 8,3 jours en juillet. Pour la période 1991-2020, la température moyenne annuelle observée sur la station météorologique la plus proche, située sur la commune de Bustince-Iriberry à 10 km à vol d'oiseau, est de 13,9 °C et le cumul annuel moyen de précipitations est de 1 327,4 mm,. Pour l'avenir, les paramètres climatiques de la commune estimés pour 2050 selon différents scénarios d’émission de gaz à effet de serre sont consultables sur un site dédié publié par Météo-France en novembre 2022.

### Milieux naturels et biodiversité

#### Réseau Natura 2000
Le réseau Natura 2000 est un réseau écologique européen de sites naturels d'intérêt écologique élaboré à partir des Directives « Habitats » et « Oiseaux », constitué de zones spéciales de conservation (ZSC) et de zones de protection spéciale (ZPS).
Deux sites Natura 2000 ont été définis sur la commune au titre de la « directive Habitats », : 
- « la Nive », d'une superficie de 9 473 ha, un des rares bassins versants à accueillir l'ensemble des espèces de poissons migrateurs du territoire français, excepté l'Esturgeon européen[24] ;
- le « massif du Baygoura », d'une superficie de 3 297 ha, un massif montagneux à landes et pelouses exploité par le pastoralisme[25] ;

et une au titre de la « directive Oiseaux », : 
- la « vallée de la Nive des Aldudes, Col de Lindux », d'une superficie de 14 767 ha, un massif montagneux schisteux à nombreux faciès rupestres, et pelouses montagnardes[26].

#### Zones naturelles d'intérêt écologique, faunistique et floristique
L’inventaire des zones naturelles d'intérêt écologique, faunistique et floristique (ZNIEFF) a pour objectif de réaliser une couverture des zones les plus intéressantes sur le plan écologique, essentiellement dans la perspective d’améliorer la connaissance du patrimoine naturel national et de fournir aux différents décideurs un outil d’aide à la prise en compte de l’environnement dans l’aménagement du territoire. Une ZNIEFF de type 1 est recensée sur la commune, : 
les « mont Baigura et crête d'Haltzamendi » (616,19 ha), couvrant 6 communes du département et trois ZNIEFF de type 2,, : 
- les « landes de Larla-Jarra et d'Orzaize-Izpura » (4 429,5 ha), couvrant 10 communes du département[29] ;
- le « massif du Baigura » (4 200,57 ha), couvrant 7 communes du département[30] ;
- le « réseau hydrographique des Nives » (3 596,23 ha), couvrant 33 communes du département[31].

## Urbanisme

### Typologie
Au 1er janvier 2024, Ossès est catégorisée commune rurale à habitat dispersé, selon la nouvelle grille communale de densité à sept niveaux définie par l'Insee en 2022.
Elle est située hors unité urbaine et hors attraction des villes,.

### Occupation des sols

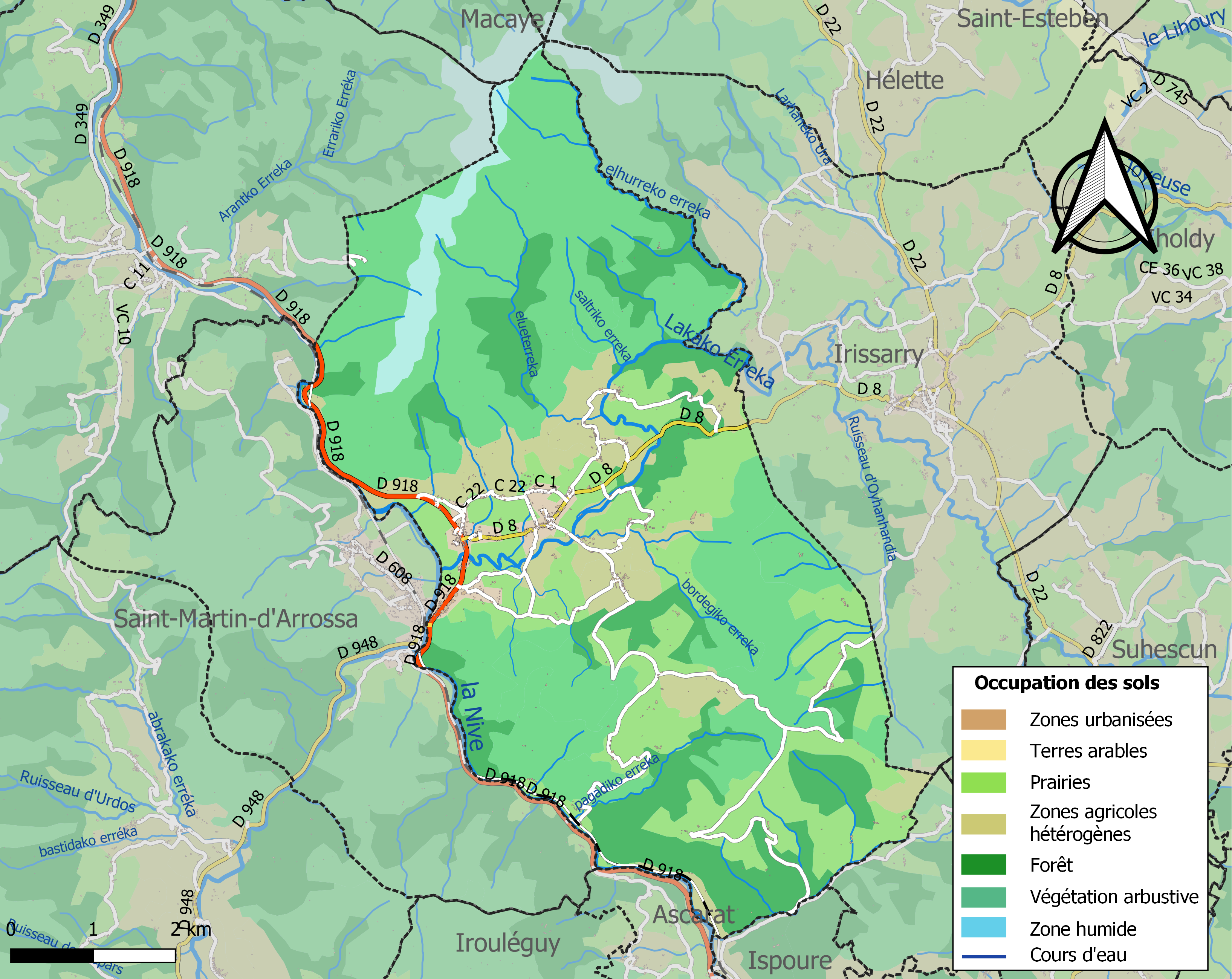
Carte des infrastructures et de l'occupation des sols de la commune en 2018 (CLC).

L'occupation des sols de la commune, telle qu'elle ressort de la base de données européenne d’occupation biophysique des sols Corine Land Cover (CLC), est marquée par l'importance des forêts et milieux semi-naturels (64,7 % en 2018), en diminution par rapport à 1990 (66,6 %). La répartition détaillée en 2018 est la suivante : 
milieux à végétation arbustive et/ou herbacée (42,8 %), prairies (22,3 %), forêts (19,3 %), zones agricoles hétérogènes (11,1 %), espaces ouverts, sans ou avec peu de végétation (2,7 %), zones urbanisées (1,8 %). L'évolution de l’occupation des sols de la commune et de ses infrastructures peut être observée sur les différentes représentations cartographiques du territoire : la carte de Cassini (XVIIIe siècle), la carte d'état-major (1820-1866) et les cartes ou photos aériennes de l'IGN pour la période actuelle (1950 à aujourd'hui).

### Lieux-dits et hameaux
- Ahaize ou Ahaice ;
- Eihartze ;
- Gahardu ou Gahardou ;
- Harizmendia ;
- Hortza ;
- Ihordoqi ;
- Iriberri ;
- Iroxeta ;
- Ugartzan ou Ugarzan.

### Voies de communication et transports
|  |

Ossès est desservie par la route départementale 918 qui passe à l'ouest de la commune et la relie, au sud à Saint-Jean-Pied-de-Port et au nord à Cambo-les-Bains. Au-delà de Cambo-les-Bains la route départementale 932 mène à Bayonne. La route départementale 8, qui traverse le village, prend naissance au niveau de la RD 918 et traverse la commune d'ouest en est en direction de Saint-Palais.
La commune est desservie par la gare d'Ossès - Saint-Martin-d'Arrossa, du réseau TER Nouvelle-Aquitaine, située sur la commune voisine de Saint-Martin-d'Arrossa et la ligne Bayonne - Saint-Jean-Pied-de-Port.

### Risques majeurs
Le territoire de la commune d'Ossès est vulnérable à différents aléas naturels : météorologiques (tempête, orage, neige, grand froid, canicule ou sécheresse), inondations, feux de forêts, mouvements de terrains et séisme (sismicité moyenne). Il est également exposé à un risque particulier : le risque de radon. Un site publié par le BRGM permet d'évaluer simplement et rapidement les risques d'un bien localisé soit par son adresse soit par le numéro de sa parcelle.

#### Risques naturels
Certaines parties du territoire communal sont susceptibles d’être affectées par le risque d’inondation par une crue torrentielle ou à montée rapide de cours d'eau, notamment la Nive et leLakako erreka. La commune a été reconnue en état de catastrophe naturelle au titre des dommages causés par les inondations et coulées de boue survenues en 1982, 1983, 1993, 2009, 2013, 2014 et 2021,.
Ossès est exposée au risque de feu de forêt. En 2020, le premier plan de protection des forêts contre les incendies (PDPFCI) a été adopté pour la période 2020-2030. La réglementation des usages du feu à l’air libre et les obligations légales de débroussaillement dans le département des Pyrénées-Atlantiques font l'objet d'une consultation de public ouverte du 16 septembre au 7 octobre 2022,.
Les mouvements de terrains susceptibles de se produire sur la commune sont des affaissements et effondrements liés aux cavités souterraines (hors mines). Afin de mieux appréhender le risque d’affaissement de terrain, un inventaire national permet de localiser les éventuelles cavités souterraines sur la commune.

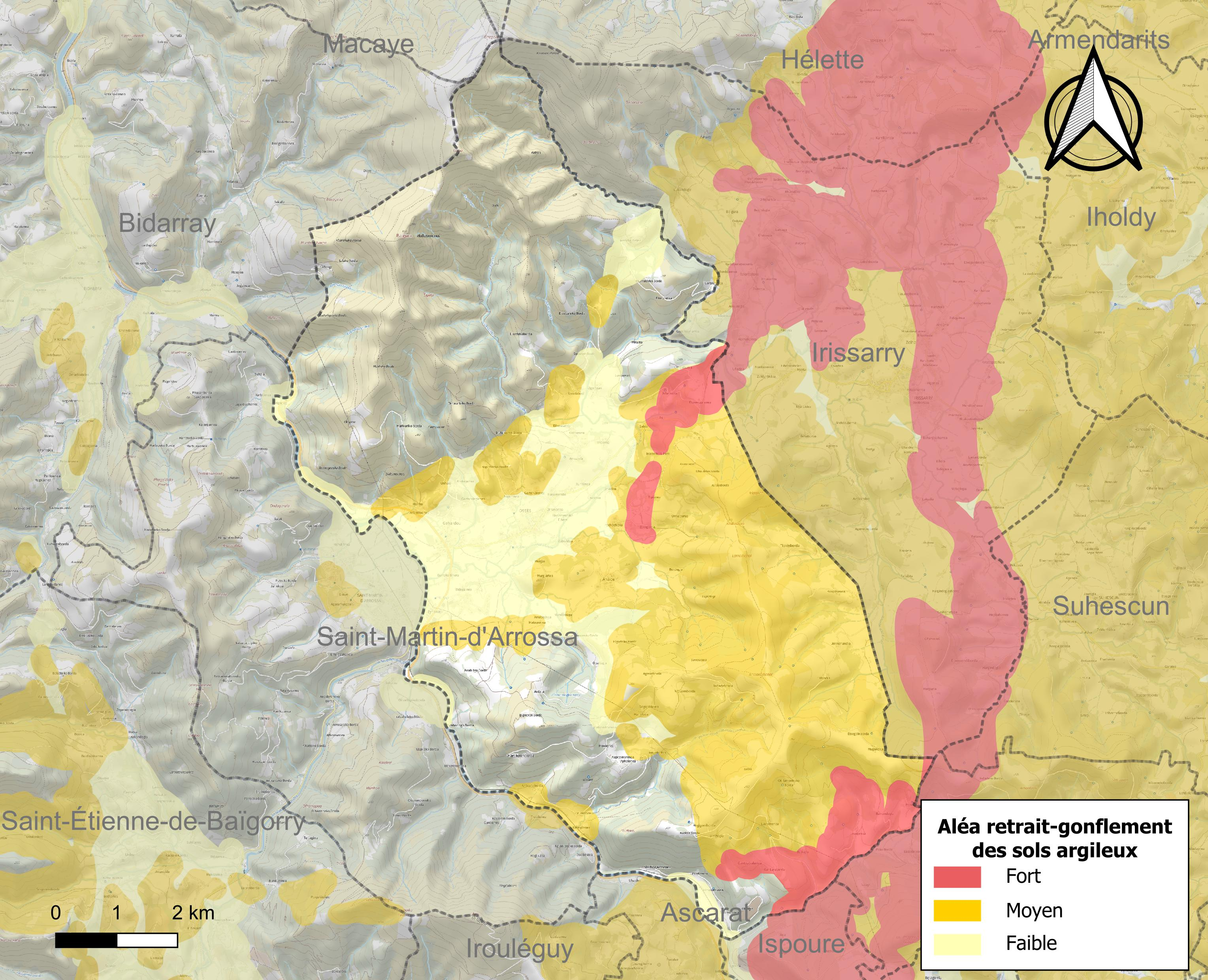
Carte des zones d'aléa retrait-gonflement des sols argileux d'Ossès.

Le retrait-gonflement des sols argileux est susceptible d'engendrer des dommages importants aux bâtiments en cas d’alternance de périodes de sécheresse et de pluie. 41,3 % de la superficie communale est en aléa moyen ou fort (59 % au niveau départemental et 48,5 % au niveau national). Depuis le 1er octobre 2020, en application de la loi ELAN, différentes contraintes s'imposent aux vendeurs, maîtres d'ouvrages ou constructeurs de biens situés dans une zone classée en aléa moyen ou fort,.
Concernant les mouvements de terrains, la commune a été reconnue en état de catastrophe naturelle au titre des dommages causés par des mouvements de terrain en 2013.

#### Risque particulier
Dans plusieurs parties du territoire national, le radon, accumulé dans certains logements ou autres locaux, peut constituer une source significative d’exposition de la population aux rayonnements ionisants. Selon la classification de 2018, la commune d'Ossès est classée en zone 3, à savoir zone à potentiel radon significatif.

## Toponymie

### Mentions anciennes
Le toponyme Ossès apparaît sous les formes Vallis quœ Ursaxia dicitur (vers 983, chapitre de Bayonne), Vallis quœ dicitur Orsais et Ossais (respectivement 1186 et XIIe siècle, cartulaire de Bayonne, feuillets 10 et 32), Orseis (1249), hespital d'urrugaçaun in hosses (1268), Ouses (1302, chapitre de Bayonne), Osses en la Sierra de Vaygurra (1446, collection Duchesne volume CXIV, feuillet 207), Oses et Orza (1513 pour ces deux formes, titres de Pampelune), Orçais (1650),Horça, Orseys et Orça (1675 pour ces trois formes, réformation d'Ossès) et Orses (1783, visites du diocèse de Bayonne).
Le toponyme Ahaize apparaît sous les formes Ayza (1513, titres de Pampelune), Ahaice (1675, réformation d'Ossès) et Ahaïcé (1863, dictionnaire topographique Béarn-Pays basque).
Le toponyme Gahardou est mentionné en 1291 et apparaît sous les formes Gahardu et Gailhardu (1675, réformation d'Ossès).
Le toponyme Iriberry apparaît sous la forme Villanueva (1513, titres de Pampelune).
Le toponyme Ugarzan apparaît sous les formes hespital d'urrugaçaun in hosses (1268), 
Ugarçanne (1513, titres de Pampelune), Hospital de Uharzan (1621, Martin Biscay) et Ugarçan (1863, dictionnaire topographique Béarn-Pays basque).

### Graphie basque
Son nom basque actuel est Ortzaize.

## Histoire
Ossès est située dans la province basque de Basse-Navarre.
Ugarzan est connu par l'annexe des hospitaliers de Roncevaux qu'il abrite dès le XIIIe siècle.
Paul Raymond note que la paroisse de Bidarray dépendait de celle d'Ossès et que la vallée d'Ossès appartenait au royaume de Navarre.
En 1790, Ossès fut le chef-lieu d'un canton comprenant les communes d'Ossès et de Bidarray, et dépendant du district de Saint-Palais.
La commune a été diminuée d'une partie de son territoire le 2 juillet 1923 à la suite de la création de la commune de Saint-Martin-d'Arrossa.

## Héraldique
| Blason | Blasonnement : De sinople au roc d'argent surmonté d'une aigle éployée. Commentaires : Les métaux et couleurs des blasons avaient des significations morales : l'argent signifie espérance, le sinople (vert) signifie force. Quant à l'aigle mil ne l'osoit porter en ses armes, s'il ne luy estoit donné par les souverains (.... Aigle, toujours "en vol", métal et couleur sont ceux de l'ancien royaume de Navarre avant 1212 (bataille de Las Navas de Tolosa), la particularité locale du "roc" (ou "montagne") en plus. |

## Politique et administration
| Période                                  | Période  | Identité           | Étiquette | Qualité |
| ---------------------------------------- | -------- | ------------------ | --------- | ------- |
| 1995                                     | 2020     | Martin Elgue       | DVD       |         |
| 2020                                     | En cours | Jean-Marc Oçafrain |           |         |
| Les données manquantes sont à compléter. |          |                    |           |         |

### Intercommunalité
La commune d'Ossès participe à six structures intercommunales :
- la communauté d'agglomération du Pays Basque ;
- le syndicat à vocation scolaire Errobi ;
- le syndicat d’énergie des Pyrénées-Atlantiques ;
- le syndicat intercommunal pour l'aménagement et la gestion de l'abattoir de Saint-Jean-Pied-de-Port ;
- le syndicat intercommunal pour le soutien à la culture basque ;
- le syndicat mixte du bassin versant de la Nive.

## Population et société

### Démographie
L'évolution du nombre d'habitants est connue à travers les recensements de la population effectués dans la commune depuis 1793. Pour les communes de moins de 10 000 habitants, une enquête de recensement portant sur toute la population est réalisée tous les cinq ans, les populations de référence des années intermédiaires étant quant à elles estimées par interpolation ou extrapolation. Pour la commune, le premier recensement exhaustif entrant dans le cadre du nouveau dispositif a été réalisé en 2006.

En 2022, la commune comptait 876 habitants, en évolution de +3,67 % par rapport à 2016 (Pyrénées-Atlantiques : +3,78 %, France hors Mayotte : +2,11 %).
| 1793  | 1800  | 1806  | 1821  | 1831  | 1836  | 1841  | 1846  | 1851  |
| ----- | ----- | ----- | ----- | ----- | ----- | ----- | ----- | ----- |
| 3 347 | 2 021 | 2 152 | 2 302 | 2 064 | 2 309 | 2 182 | 2 135 | 2 169 |

| 1856  | 1861  | 1866  | 1872  | 1876  | 1881  | 1886  | 1891  | 1896  |
| ----- | ----- | ----- | ----- | ----- | ----- | ----- | ----- | ----- |
| 2 018 | 2 004 | 1 923 | 1 867 | 1 785 | 1 819 | 1 784 | 1 804 | 1 846 |

| 1901  | 1906  | 1911  | 1921  | 1926  | 1931  | 1936  | 1946  | 1954 |
| ----- | ----- | ----- | ----- | ----- | ----- | ----- | ----- | ---- |
| 1 814 | 1 960 | 2 089 | 1 914 | 1 130 | 1 155 | 1 098 | 1 045 | 953  |

| 1962 | 1968 | 1975 | 1982 | 1990 | 1999 | 2006 | 2011 | 2016 |
| ---- | ---- | ---- | ---- | ---- | ---- | ---- | ---- | ---- |
| 989  | 845  | 731  | 678  | 692  | 694  | 785  | 871  | 845  |

| 2021 | 2022 | - | - | - | - | - | - | - |
| ---- | ---- | - | - | - | - | - | - | - |
| 857  | 876  | - | - | - | - | - | - | - |

### Enseignement
La commune dispose de trois écoles : l'école élémentaire privée Saint-Michel, l'école primaire privée Ortzaizeko Ikastola et l'école primaire publique. Les écoles élémentaire privée et primaire publique proposent un enseignement bilingue français-basque à parité horaire alors que l'école primaire privée propose un enseignement basque par immersion.

## Économie
La commune fait partie de la zone de production du vignoble d'Irouléguy et de celle de l'ossau-iraty. L'activité est principalement agricole.

## Culture locale et patrimoine

### Patrimoine civil
- Un gaztelu zahar se dresse au lieu-dit Ahaize ;
- La ferme Ospitalea[64] date des XIIIe, XVIIe et XVIIIe siècles ;
- La ferme Apalasia[65] date du XVIIe siècle tout comme les fermes Bilenaenia[66] et Sastriarenea[67] ;
- La ferme Inda[68] date des XVIe et XVIIe siècles tout comme la ferme Inxortenia[69] ;
- La ferme Harizmendia[70] date des XVIe, XVIIe et XVIIIe siècles.

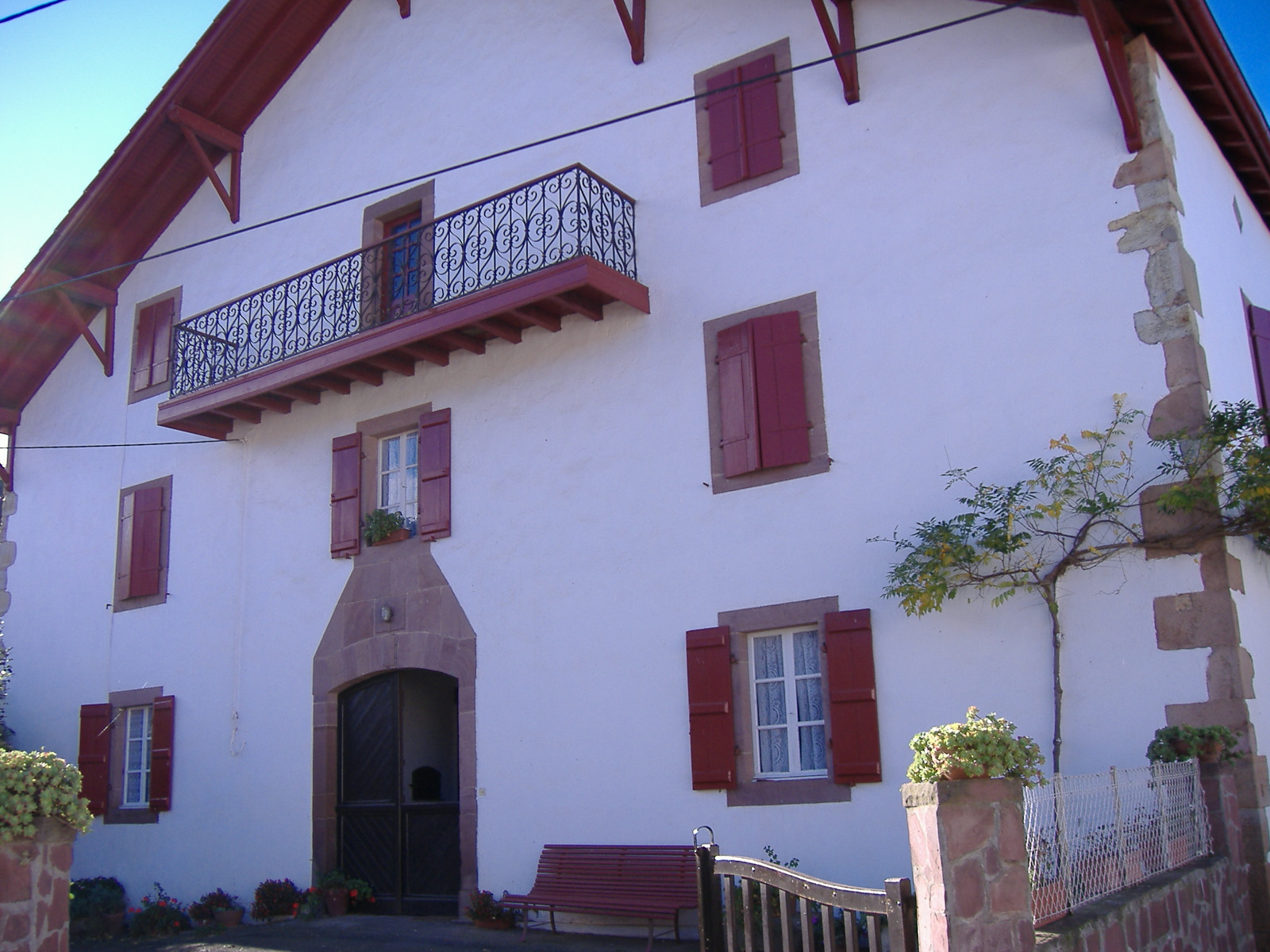
Maison dans le quartier Ahaize.
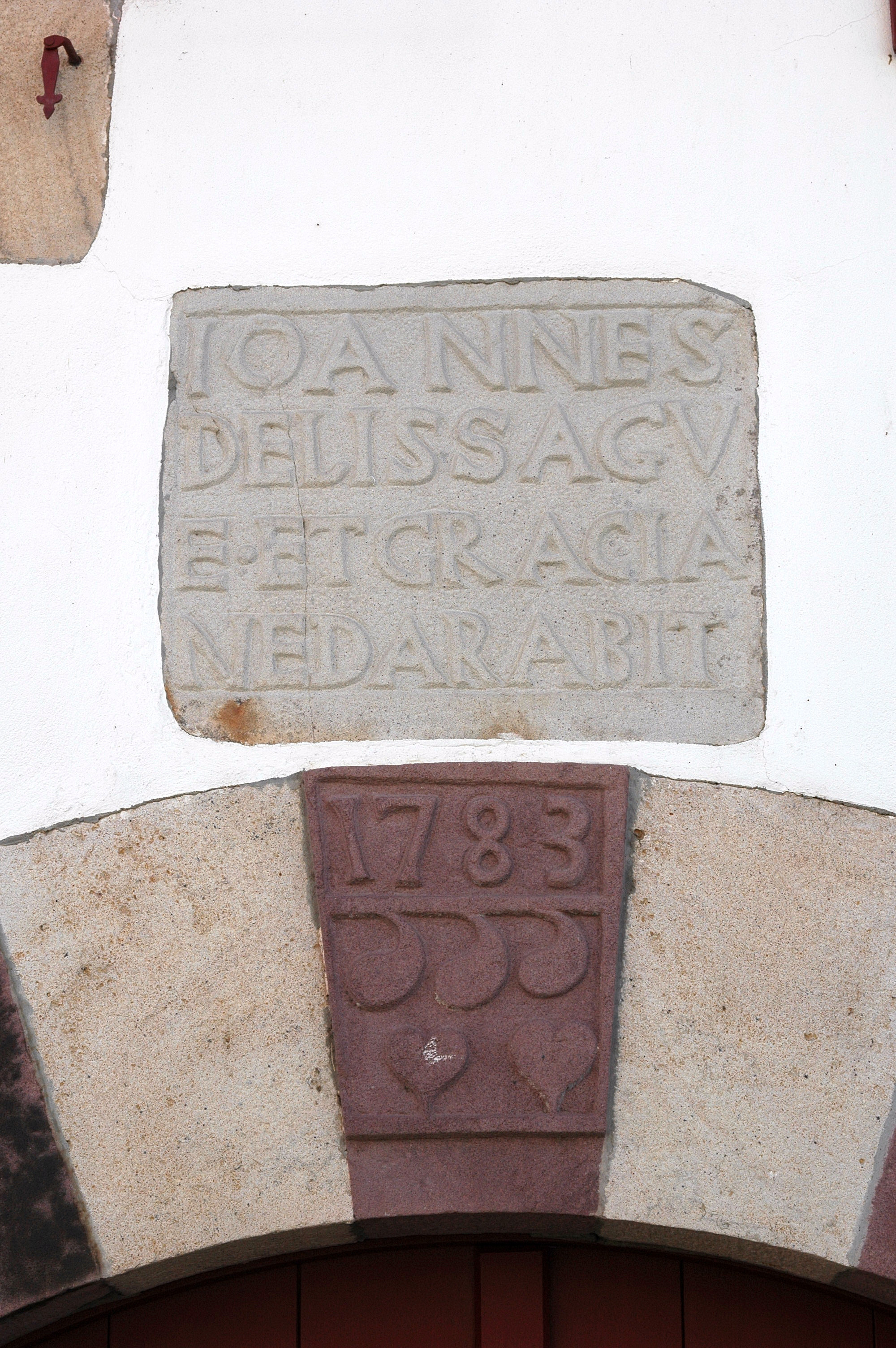
Linteau sculpté.
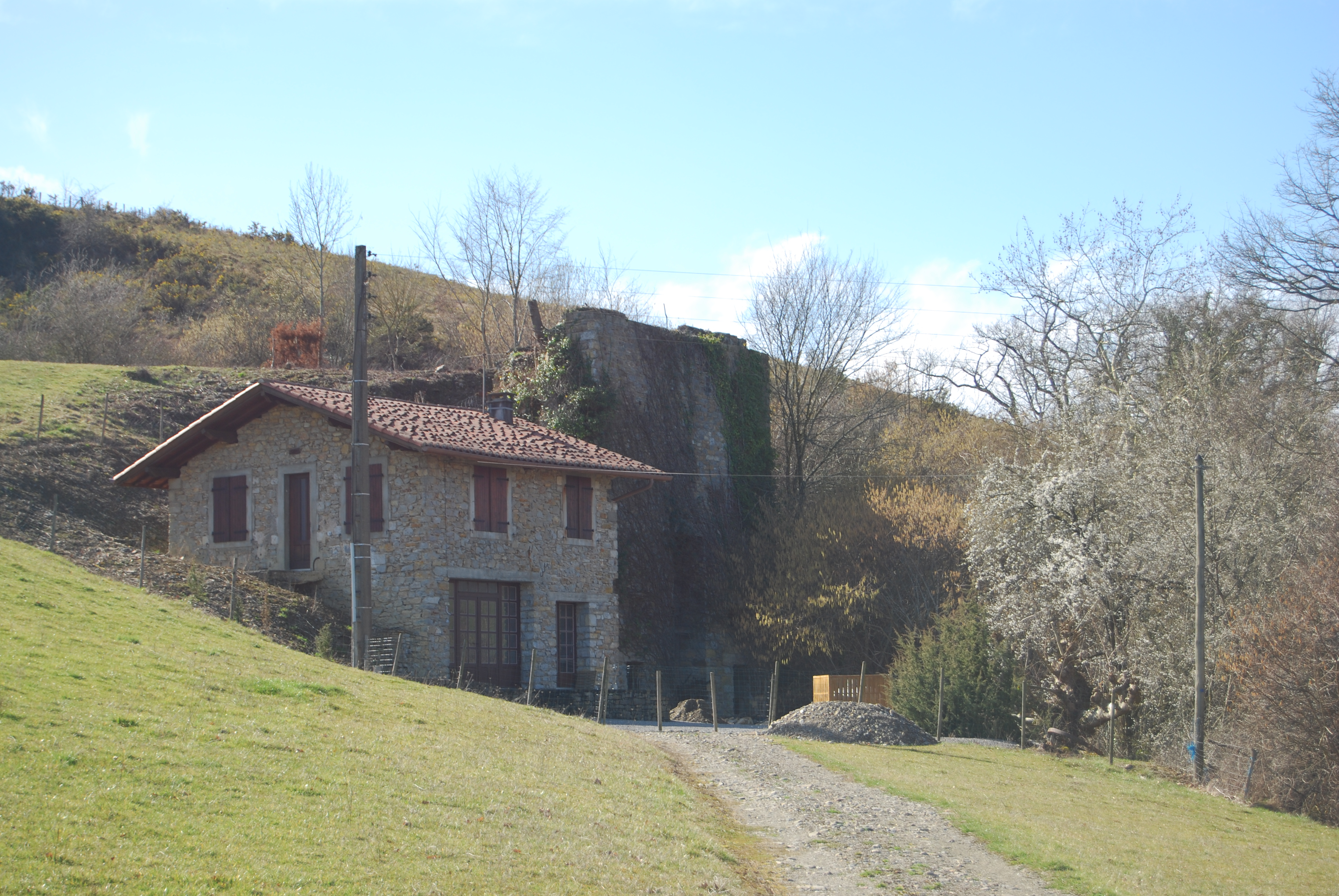
Une maison et un four à chaux.

### Patrimoine religieux

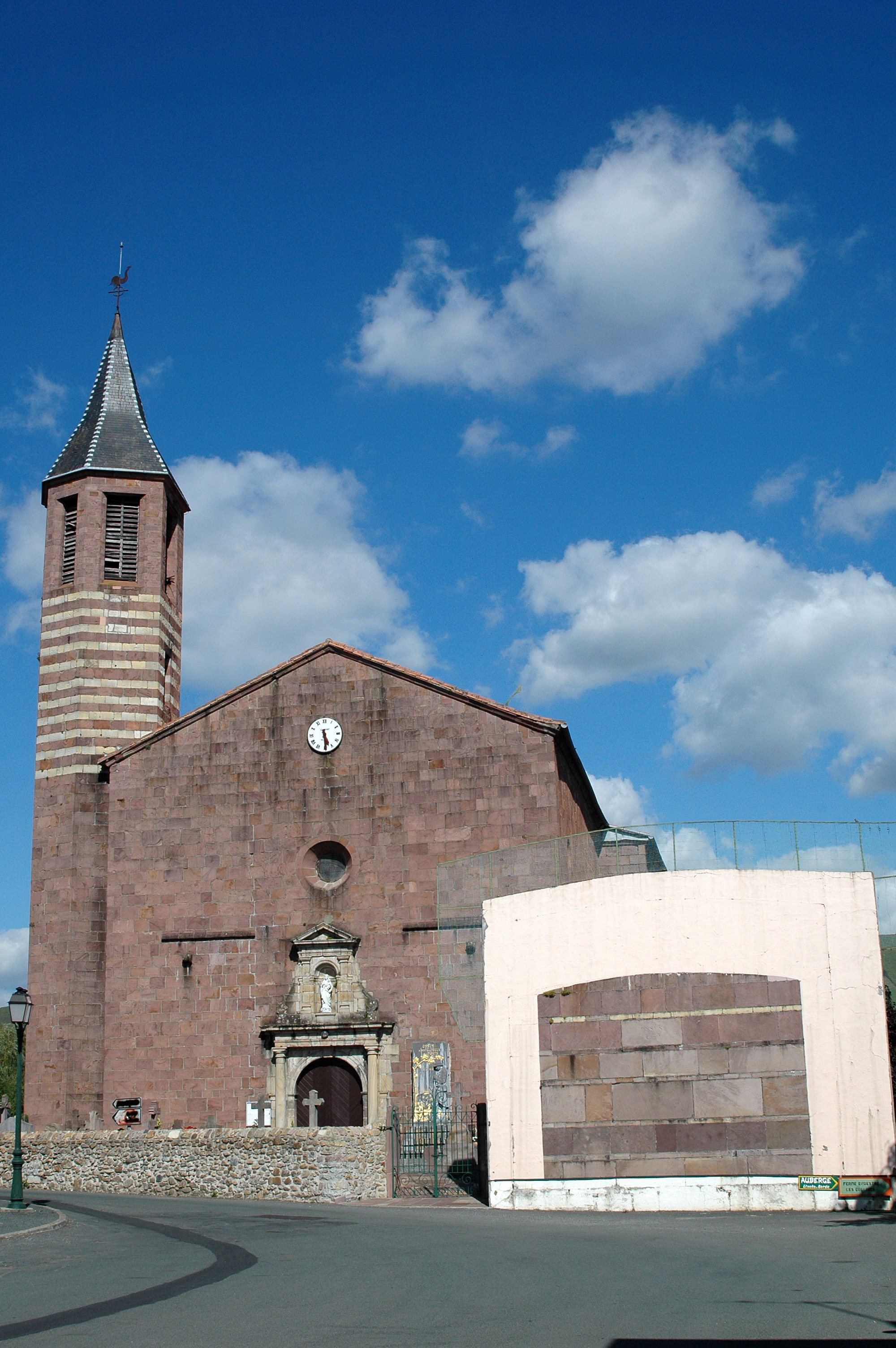
Le fronton adossé à l'église.

- La chapelle Saint-Vincent[71] date des XVIIe et XVIIIe siècles ;
- L'église Saint-Julien[72] date des XIIe et XVIIe siècles. Vers 1556, sous Jeanne d'Albret, les habitants d'Ossès estimant « que ladite église paroissiale de Saint-Julien est petite et ruinée tellement qu'à cause de sa petitesse le peuple de ladite paroisse quand il y est assemblé pour entendre les offices ne peut y être commodément ni avec l'honnêteté nécessaire », demandèrent « que ladite église soit réédifiée et agrandie et ornée »[73].

Elle recèle un ensemble constitué d'un autel, d'un tabernacle et d'un autel secondaire datant du XVIIIe siècle, ainsi que du mobilier du XVIIe siècle.
|  |

## Équipements

### Enseignement
La commune dispose de trois écoles primaires, une publique et deux privées (école Saint-Michel et l'ikastola).

### Sports
La commune possède pour la pratique de la pelote basque un fronton, adossé à l'église, et un mur à gauche couvert au bourg.

## Personnalités liées à la commune
- Dominique Iribarne (1859-1885), né à Ossès, missionnaire des Missions étrangères de Paris assassiné à 26 ans en Cochinchine[76]
- Jean-Baptiste Orpustan, né le 3 octobre 1934 à Ossès, est un spécialiste en lexicographie, linguistique historique, littérature, onomastique, traduction en langue et littérature basques. Il fut désigné membre correspondant d'Euskaltzaindia, l'académie de la langue basque, le 31 mai 1996, et membre honoraire depuis le 26 novembre 2004.